# Махендрагарх (округ)
Махендрагарх (англ. Mahendragarh, хинди महेन्‍द्रगढ जिला) — округ в индийском штате Харьяна. Образован в 1948 году. Разделён на два подокруга — Нарнаул и Махендрагарх. Административный центр округа — город Нарнаул. Согласно всеиндийской переписи 2001 года население округа Махендрагарх составляло 812 022 человека. Уровень грамотности взрослого населения составлял 69,89 %, что выше среднеиндийского уровня (59,5 %). Доля городского населения составляла 13,49 %.